# FK Ösgön
Der FK Ösgön, auch bekannt als FC Uzgen oder FC Ozgon, ist ein kirgisischer Fußballverein aus Ösgön. Aktuell, Stand April 2025, spielt der Verein in der ersten Liga.

## Geschichte
Der Verein wurde 2001 in Ösgön als Kara-Szoro gegründet. 2002 debütierte der Klub in der ersten Liga. Hier belegte man den zehnten Platz. 2004 benannte sich der Klub in FK Özgön um. Ein Jahr später nahm er wieder seinen ehemaligen Namen Kara-Szoro Özgön an. 2006 wurde der Klub in Dostuk Özgön umbenannt. 2007 nahm er wieder seinen ehemaligen Namen FK Özgön an. In der Spielzeit 2008 begann der Klub unter dem Namen Dostuk Özgön. Im Mai 2008 benannte er sich wieder in Kara-Szoro Özgön um. 2023 wurde er wieder in FK Ösgön umbenannt. 2024 wurde die erste Liga auf 14 Vereine aufgestockt und der Verein startete in der ersten Liga.

## Stadion
Der Verein trägt seine Heimspiele im Sujumbajew-Stadion in Osch aus. Das Stadion hat ein Fassungsvermögen von 11.200 Personen.

## Saisonplatzierung
| Saison | Liga         | Level | Platz                   | Kyrgyzstan Cup |
| ------ | ------------ | ----- | ----------------------- | -------------- |
| 2001   | Pervaja Liga | 2     | 3. (South)              |                |
| 2002   | Top Liga     | 1     | 10.                     |                |
| 2003   | Pervaja Liga | 2     | 7. (South)              |                |
| 2004   | Pervaja Liga | 2     | 4. Zone B2 (Osh Region) |                |
| 2005   | Pervaja Liga | 2     | 4. (South)              |                |
| 2025   | Top Liga     | 1     |                         |                |

## Trainer
| Trainer             | Nation      | von            | bis   |
| ------------------- | ----------- | -------------- | ----- |
| Nadyrbek Mamadaliev | Kirgisistan | 6. Januar 2025 | heute |

## Aktueller Kader
Stand: März 2025
| Nr. |             | Position | Name                    |
| --- | ----------- | -------- | ----------------------- |
| 1   | Usbekistan  | TW       | Islam Abdullaev         |
| 4   | Kirgisistan | AB       | Ulanbek Sulaymanov      |
| 5   | Kolumbien   | MF       | César Benavides         |
| 6   | Kirgisistan | MF       | Musa Ali Altynbek uulu  |
| 7   | Kirgisistan | MF       | Nurbolot Yrysbekov      |
| 8   | Kirgisistan | MF       | Bektur Kochkonbaev      |
| 9   | Usbekistan  | MF       | Javokhir Sokhibov       |
| 10  | Kirgisistan | MF       | Nurlan Sarykbaev        |
| 11  | Kirgisistan | MF       | Dinmukhamed Taalaybekov |
| 12  | Kolumbien   | ST       | Ethan Lizalda           |
| 13  | Ukraine     | AB       | Ivan Zotko              |
| 14  | Kirgisistan | MF       | Darmanbek Suranov       |
| 15  | Kirgisistan | MF       | Bakyt Usenov            |
| 17  | Kirgisistan | MF       | Irrakhimbek Nurmat uulu |
| 18  | Kirgisistan | AB       | Elizar Khalilov         |
| 19  | Kirgisistan | ST       | Uran Mendibaev          |
| 20  | Kirgisistan | AB       | Anton Fedyunin          |
| 21  | Kirgisistan | MF       | Asad Gulamzhanov        |
| 22  | Kirgisistan | MF       | Kuduret Iskandarbekov   |

| Nr. |              | Position | Name                   |
| --- | ------------ | -------- | ---------------------- |
| 23  | Kirgisistan  | AB       | Temirlan Subanov       |
| 24  | Kirgisistan  | MF       | Abror Kydyraliyev      |
| 24  | Usbekistan   | ST       | Izzatilla Abdullaev    |
| 26  | Kirgisistan  | ST       | Daniel Aktanov         |
| 27  | Kirgisistan  | AB       | Ibrahim Zhetimishev    |
| 29  | Turkmenistan | ST       | Mihail Titow           |
| 35  | Kirgisistan  | TW       | Omurzak Oronbaev       |
| 44  | Kirgisistan  | MF       | Alijana Syn Asylbek    |
| 47  | Kirgisistan  | AB       | Aibek Munarbekov       |
| 66  | Kirgisistan  | AB       | Umar Abdullaev         |
| 67  | Usbekistan   | ST       | Jakhongir Kushokov     |
| 71  | Kirgisistan  | MF       | Albert Tairov          |
| 72  | Kirgisistan  | MF       | Bajel Duvanaev         |
| 73  | Kirgisistan  | AB       | Danis Bogdanovic       |
| 74  | Ukraine      | AB       | Maksym Potopalskyi     |
| 77  | Kirgisistan  | AB       | Narynbek Myrzabek uulu |
| 80  | Kirgisistan  | MF       | Danel Rustamov         |
| 99  | Kirgisistan  | TW       | Javakhir Akbarov       |